# 1er octobre en sport
1er septembre 1er novembre
Chronologies thématiques
- Croisades
- Ferroviaires
- Disney

Le 1er octobre (274e jour de l'année ou 275e en cas d'année bissextile) en sport.

## Événements

### XIXesiècle
- 1881 : 
  - (Omnisports) : création des Girondins de Bordeaux omnisports, club de gymnastique, natation, aviron, course à pied, sports équestres et escrime.
- 1885 : 
  - (Baseball) : fondation dans la banlieue de New York du club des Cuban Giants. Cette formation professionnelle n'aligne que des joueurs noirs, c'est la première du genre.
- 1889 : 
  - (Football) : fondation du club du HFC Haarlem basé à Haarlem aux Pays-Bas.

### XXesièclede1901à1950
- 1905 :
  - (Football) : fondation du club de Galatasaray SK.
- 1924 :
  - (Cyclisme) : à Monthléry, Léon Vanderstuyft établit un nouveau record de vitesse à vélo sur le plat derrière abri à 107,70 km/h.
- 1925 :
  - (Cyclisme) : à Monthléry, Léon Vanderstuyft établit un nouveau record de vitesse à vélo sur le plat derrière abri à 115,098 km/h.
- 1927 :
  - (Sport automobile) : Grand Prix automobile de Grande-Bretagne sur le circuit de Brooklands.

### XXesièclede1951à2000
- 1958 :
  - (Football) : au Parc des Princes à Paris, en match qualificatif pour la première édition du Championnat d'Europe de football, l'équipe de France s'impose 7-1 face à l'équipe de Grèce.
- 1967 :
  - (Formule 1) : sur le circuit de Watkins Glen, l'Écossais Jim Clark (Lotus-Ford/Cosworth) remporte le Grand Prix des États-Unis, en devançant son coéquipier Graham Hill et Denny Hulme (Brabham), signant la 23e victoire de sa carrière.
- 1978 :
  - (Formule 1) : Grand Prix automobile de la côte Est des États-Unis.
- 1989 :
  - (Formule 1) : le Brésilien Ayrton Senna (McLaren-Honda) remporte la 20e victoire de sa carrière en gagnant le Grand Prix d'Espagne disputé sur le circuit de Jerez de la Frontera devant Gerhard Berger (Ferrari) et son coéquipier Alain Prost.
- 1995 :
  - (Formule 1) : Grand Prix automobile d'Europe.
- 2000 :
  - (Jeux olympiques) : clôture des derniers Jeux olympiques du millénaire à Sydney en Australie

### XXIesiècle
- 2006 :
  - (Formule 1) : alors qu'il a annoncé son retrait de la compétition à la fin de la saison, le septuple champion du monde allemand de Formule 1 Michael Schumacher remporte au volant de sa Ferrari 248 F1 la 91e et dernière victoire de sa carrière lors du Grand Prix de Chine disputé sur le circuit de Shanghai.
- 2007 :
  - (Escrime) : à Saint-Pétersbourg (Russie), l'Allemande Britta Heidemann remporte le titre de championne du monde à l'épée féminine en battant en finale la Chinoise Li Na.

## Naissances

### XIXesiècle
- 1860 :
  - Giovanni Battista Ceirano, pilote de courses automobile, homme d'affaires et ingénieur italien. († 24 septembre 1912).
- 1885 :
  - Bert Freeman, footballeur anglais. (5 sélection en équipe nationale). († 11 août 1955).

### XXesièclede1901à1950
- 1901 :
  - José Andrade, footballeur uruguayen. Champion olympique aux Jeux de Paris 1924 et aux Jeux d'Amsterdam 1928. Champion du monde de football 1930. (34 sélections en équipe nationale). († 5 octobre 1957).
- 1903 :
  - Pierre Veyron, pilote de F1 et de courses automobile d'endurance français. Vainqueur des 24 Heures du Mans 1939. († 2 novembre 1970).
- 1910 :
  - Attilio Pavesi, cycliste sur route italien. Champion olympique de course en ligne en individuel et par équipes aux Jeux de Los Angeles 1932. († 2 août 2011).
- 1923 :
  - Fernand Sastre, dirigeant de football français. Président de la FFF de 1972 à 1984. († 13 juin 1998).
- 1925 :
  - José Beyaert, cycliste sur route français. Champion olympique de la course sur route en individuel et médaillé de bronze de la course sur route par équipes aux Jeux de Londres 1948. Vainqueur du Tour de Colombie 1952. († 11 juin 2005).
- 1928 :
  - Ardico Magnini, footballeur puis entraîneur italien. (20 sélections en équipe nationale). († 3 juillet 2020).
  - Willy Mairesse, pilote de F1 et de courses automobile d'endurance belge. († 2 septembre 1969).
- 1929 :
  - Ken Arthurson, joueur de rugby à XIII puis entraîneur et dirigeant sportif australien.
- 1931 :
  - Frank Gardner, pilote de courses automobile d'endurance australien. († 29 août 2009).
- 1936 :
  - Duncan Edwards, footballeur anglais. (18 sélections en équipe nationale). († 21 février 1958).
  - Toralf Engan, sauteur à ski norvégien. Champion olympique au grand tremplin et médaillé d'argent au petit tremplin aux Jeux d'Innsbruck 1964. Champion du monde de ski nordique au petit tremplin de saut à ski 1962.
- 1939 :
  - George Archer, golfeur américain. Vainqueur du Masters 1969. († 25 septembre 2005).
- 1940 :
  - Steve O'Rourke, pilote de courses automobile et agent artistique britannique. († 30 octobre 2003).
- 1942 :
  - Jean-Pierre Jabouille, pilote de F1 et de courses automobile d'endurance français. (2 victoires en Grand Prix). († 2 février 2023).
- 1945 :
  - Rod Carew, joueur de baseball américain.
- 1946 :
  - Ewa Kłobukowska, athlète de sprint polonaise. Championne olympique du relais 4 × 100 m et médaillée de bronze du 100 m aux Jeux de Tokyo 1964. Championne d'Europe d'athlétisme du 100 m et du relais 4 × 100 m 1966.
- 1948 :
  - Peter Blake, navigateur néo-zélandais. Vainqueur du Trophée Jules-Verne 1994 et de la Coupe de l'America 1995. († 6 décembre 2001).
- 1949 :
  - Francis Haget, joueur de rugby à XV français. Vainqueur du Tournoi des cinq nations 1986 et du Grand Chelem 1987. (40 sélections en équipe de France).
  - Jean-Claude Skrela, joueur de rugby à XV puis entraîneur français. Vainqueur du Grand Chelem 1977. (46 sélections en équipe de France). Sélectionneur de l'équipe de France, victorieuse des Grand Chelem 1997 et 1998.

### XXesièclede1951à2000
- 1952 :
  - Jacques Martin, entraîneur de hockey sur glace canadien.
- 1953 :
  - Grete Waitz, athlète de fond norvégienne. Médaillée d'argent du marathon aux Jeux de Los Angeles 1984. Championne du monde d'athlétisme du marathon 1983. Championne du monde en individuelle de cross-country 1978, 1979, 1980, 1981 et aux 1983. Victorieuse des Marathon de New York 1978, 1979, 1980, 1982, 1983, 1984, 1985, 1986 et 1988 puis des Marathon de Londres 1983 et 1986. Détentrice du Record du monde du 3 000m du 24 juin 1975 au 7 août 1976 puis du marathon du 22 octobre 1978 au 18 avril 1983. († 19 avril 2011).
- 1954 :
  - Bruno Bini, footballeur puis entraîneur français. Sélectionneur de l'équipe de France féminine de 2007 à 2013.
- 1955 :
  - Jeff Reardon, joueur de baseball américain.
- 1956 :
  - Vance Law, joueur de baseball américain.
- 1958 :
  - Eamon Deacy, footballeur irlandais. (4 sélections en équipe nationale). († 13 février 2012).
- 1959 :
  - Mark Aizlewood, footballeur gallois. (39 sélections en équipe nationale).
- 1961 :
  - Thomas von Heesen, footballeur puis entraîneur allemand. Vainqueur de la Coupe des clubs champions 1983.
- 1962 :
  - Attaphol Buspakom, footballeur puis entraîneur thaïlandais. (85 sélections en équipe nationale). († 16 avril 2015).
  - Nico Claesen, footballeur belge. (36 sélections en équipe nationale).
  - Paul Walsh, footballeur anglais. (5 sélections en équipe nationale).
- 1963 :
  - Jean-Denis Delétraz, pilote de courses automobile suisse.
  - Mark McGwire, joueur de baseball américain.
  - Neil Stephens, cycliste sur route australien.
- 1964 :
  - Jérôme Policand, pilote de courses automobile français.
- 1965 :
  - Cliff Ronning, hockeyeur sur glace canadien.
  - Jean-Philippe Ruggia, pilote de courses motocycliste français.
- 1966 :
  - Marc Martí, copilote de rallye automobile espagnol.
  - George Weah, footballeur puis homme politique franco-libérien. (75 sélections avec l'équipe du Liberia). Sénateur de 2014 à 2017 puis président de la République du Liberia depuis 2017.
  - José Ángel Ziganda, footballeur puis entraîneur espagnol. (2 sélections en équipe nationale).
- 1967 :
  - Scott Young, hockeyeur sur glace américain. Médaillé d'argent aux Jeux de Salt Lake City 2002.
- 1969 :
  - Igor Ulanov, hockeyeur sur glace soviétique puis russe.
- 1970 :
  - Moses Kiptanui, athlète de steeple kényan. Médaillé d'argent du 3 000 m steeple aux Jeux d'Atlanta 1996. Champion du monde d'athlétisme du 3 000 m steeple 1991, 1993 et 1995. Champion d'Afrique d'athlétisme du 1 500 m 1990.
  - Alexei Zhamnov, hockeyeur sur glace puis directeur sportif soviétique puis russe. Champion olympique aux Jeux d'Albertville 1992 puis médaillé d'argent aux Jeux de Nagano 1998 et médaillé de bronze aux Jeux de Salt Lake City 2002.
- 1971 :
  - Guylaine Cloutier, nageuse canadienne.
  - Paul Davison, joueur de snooker anglais.
  - Melinda Gainsford-Taylor, athlète de sprint australienne.
- 1975 :
  - Zoltan Sebescen, footballeur allemand. (1 sélection en équipe nationale).
- 1976 :
  - Jakob Börjesson, biathlète suédois.
  - Mourad Boughedir, basketteur franco-algérien. (8 sélections avec l'équipe d'Algérie).
  - Denis Gauthier, hockeyeur sur glace canadien.
  - Wessel Roux, joueur de rugby à XV sud-africain. (3 sélections en équipe nationale).
- 1977 :
  - Matthew Wilson, cycliste sur route australien.
- 1979 :
  - Laurent Cazalon, basketteur français.
  - Rudi Johnson, joueur de foot U.S. américain.
  - Gilberto Martinez, footballeur costaricien. (61 sélections en équipe nationale).
  - Mitja Šivic, hockeyeur sur glace puis entraîneur slovène. (63 sélections en équipe nationale).
- 1980 :
  - Mourtala Diakité, footballeur malien. (30 sélections en équipe nationale).
- 1981 :
  - Mirsad Mijadinoski, footballeur macédonien.
  - Mike Wilkinson, basketteur américain.
- 1982 :
  - Gaëtan Müller, basketteur français.
  - Matthew Stevens, joueur de rugby à XV sud-africain puis anglais. Vainqueur du Challenge européen 2008. (44 avec l'Équipe d'Angleterre).
- 1983 :
  - Eliseu, footballeur portugais. Champion d'Europe de football 2016. (29 sélections en équipe nationale).
- 1984 :
  - Bartholomew Ogbeche, footballeur nigérian. (11 sélections en équipe nationale).
- 1985 :
  - José Herrada, cycliste sur route espagnol.
- 1986 :
  - Trent Plaisted, basketteur américain.
  - Kalyna Roberge, patineuse de vitesse canadienne. Médaillée d’argent du relais 3 000 m aux Jeux de Turin 2006 puis aux Jeux de Vancouver 2010. Championne du monde de patinage de vitesse sur piste courte du relais 3 000 m 2005 et Championne du monde de patinage de vitesse sur piste courte du 500 m 2007.
- 1987 :
  - Grzegorz Łomacz, volleyeur polonais. Champion du monde masculin de volley-ball 2018. (112 sélections en équipe nationale).
  - Wout Poels, cycliste sur route néerlandais. Vainqueur de Liège-Bastogne-Liège 2016.
  - Pierre Soumagne, joueur de billard carambole français. Champion d'Europe de billard carambole cadre 47/2 à trois reprises.
- 1990 :
  - Anthony Lopes, footballeur franco-portugais. Champion d'Europe de football 2016. (7 sélections avec l'équipe du Portugal).
  - Pedro Mendes, footballeur portugais. (1 sélection en équipe nationale).
  - Dexter Strickland, basketteur américain.
- 1991 :
  - Mathieu Deplagne, footballeur français.
  - Dimítris Katsívelis, basketteur grec.
  - Vincent Kriechmayr, skieur alpin autrichien. Champion du monde de ski alpin du super-G 2021.
- 1994 :
  - Trézéguet, footballeur égyptien.
  - Arthur Van Doren, hockeyeur sur gazon belge. Médaillé d'argent aux Jeux de Rio 2016. Champion du monde de hockey sur gazon 2018. Champion d'Europe de hockey sur gazon masculin 2019. (174 sélections en équipe nationale).
- 1998 :
  - Daniel Gafford, basketteur américain.
- 2000 :
  - Kalle Rovanperä, pilote de rallyes finlandais. Champion du monde des rallyes 2022 et 2023. (11 victoires en Rallye).

### XXIesiècle
- 2003 :
  - Franjo Ivanović, footballeur croate.
  - Imam Jagne, footballeur suédois.
- 2004 :
  - Karoy Anderson, footballeur jamaïcain.

## Décès

### XXesièclede1901à1950
- 1935 : 
  - Joe Walcott, 62 ans, boxeur britannique.Champion du monde poids welters de boxe du 18 décembre 1901 au 29 avril 1904. (° 13 mars 1873).

### XXesièclede1951à2000
- 1951 :
  - Peter McWilliam, 72 ans, footballeur puis entraîneur écossais. (8 sélections en équipe nationale). (° 21 septembre 1879).
- 1956 : 
  - Stan Ockers, 36 ans, cycliste sur route et sur piste belge. Champion du monde de cyclisme sur route 1955. Vainqueur du Tour de Belgique 1948, de la Flèche wallonne 1953 et 1955 puis de Liège-Bastogne-Liège 1955. (° 3 février 1920).
- 1969 : 
  - Gunnar Andersson, 41 ans, footballeur franco-suédois. (° 14 août 1928).
- 1970 : 
  - Vilhelm Carlberg, 90 ans, tireur suédois. Médaillé d'argent à la petite carabine par équipes aux Jeux de Londres 1908 et champion olympique du pistolet à 30 m par équipes, de la petite carabine à 25 m en individuel et par équipes, médaillé d'argent du pistolet à 50 m par équipes, et de la petite carabine à 50 m par équipes aux Jeux de Stockholm 1912 puis médaillé d'argent au pistolet feu rapide à 25 m aux Jeux de Paris 1924. (° 5 avril 1880).
- 1984 : 
  - Walter Alston, 72 ans, joueur de baseball puis dirigeant sportif américain. (° 1er décembre 1911).
  - Hellé Nice, 83 ans, pilote de courses automobile puis mannequin et danseuse française. (° 15 décembre 1900).
- 1985 : 
  - Ninian Sanderson, 60 ans, pilote de courses automobile d'endurance britannique. Vainqueur des 24 Heures du Mans 1956. (° 14 mai 1925).

### XXIesiècle
- 2003 :
  - Fernand Devlaminck, 70 ans, footballeur français. (° 22 octobre 1932).
- 2004 :
  - Aleksandr Rogov, 48 ans, céiste soviétique. Champion olympique de canoë monoplace sur 500 mètres lors des Jeux olympiques d'été de 1976. (° 27 mars 1956).
- 2006 :
  - André Viger, 54 ans, athlète handisport en fauteuil canadien. (° 27 septembre 1952).
- 2007 :
  - Al Oerter, 71 ans, athlète de lancers américain. Champion olympique du disque aux Jeux de Melbourne 1956, aux Jeux de Rome 1960, aux Jeux de Tokyo 1964 et aux Jeux de Mexico 1968. (° 19 septembre 1936).
  - Bruce Hay, 57 ans, joueur de rugby à XV puis entraîneur écossais. (23 sélections en équipe nationale). (° 23 mai 1950).
  - Tetsuo Okamoto, 75 ans, nageur brésilien. Médaillé de bronze du 1 500 m aux Jeux d'Helsinki 1952. (° 20 mars 1932).
- 2011 :
  - Sven Tumba, 80 ans, hockeyeur sur glace suédois. Médaillé de bronze aux Jeux d'Oslo 1952 puis médaillé d'argent aux Jeux d'Innsbruck 1964. Champion du monde de hockey sur glace 1953, 1957 et 1962. (° 27 août 1931).
- 2012 :
  - Abdelkader Fréha, 69 ans, footballeur algérien. (9 sélections en équipe nationale). (° 28 octobre 1942).
- 2014 :
  - Jean-Claude Sauzier, 79 ans, sportif mauricien multidisciplinaire. (° 12 janvier 1935).
- 2016 :
  - Gilbert Gruss, 73 ans, karatéka français. Champion du monde de karaté par équipe 1972. (° 10 février 1943).
  - David Herd, 82 ans, footballeur puis entraîneur écossais. (5 sélections en équipe nationale). (° 15 avril 1934).
  - Erol Keskin, 89 ans, footballeur turc. (15 sélections en équipe nationale). (° 2 mars 1927).